# DW Español
DW Español (previamente conocido como DW Latinoamérica) es un canal de televisión latinoamericano de origen alemán, filial de la cadena internacional Deutsche Welle para Latinoamérica. Su señal también se recibe en Estados Unidos, Brasil, y el Caribe.

## Historia
Deutsche Welle Televisión comenzó a emitir en abril de 1992 a todo el mundo. Las retransmisiones se iniciaron con seis horas diarias de programación vía satélite en alemán e inglés. Algunos meses después, las emisiones se ampliaron a catorce horas, y en julio de 1993 a 16 horas diarias, momento en que el español fue incorporado como tercer idioma a la programación.

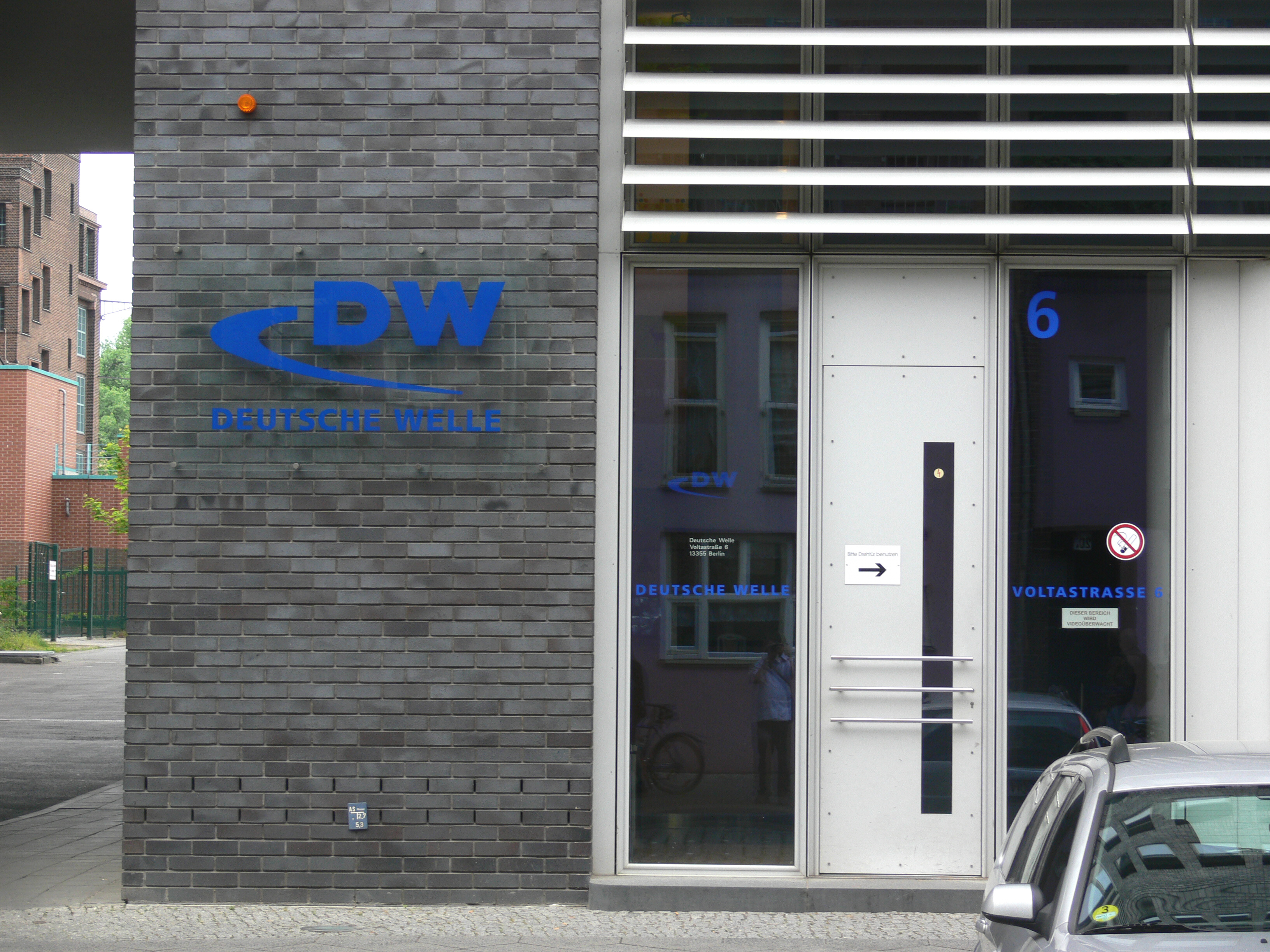
Fachada del edificio de la DW en Berlín, se puede apreciar el logo anterior de la señal

El 1 de enero de 1999 se produjo el más importante reposicionamiento de la emisora. A partir de ese momento, noticias e información constituyen el eje de la programación de DW-TV. La difusión de información cultural tiene asimismo gran importancia. La estructura y los contenidos de la programación son adaptados y ampliados, de acuerdo al devenir de la escena internacional, a los análisis de audiencia y al objetivo de incluir en una eficiente concepción general la imagen de Alemania que se difunde en el extranjero.
En febrero de 2012, Deutsche Welle renovó su programación, la imagen y el logo del canal, y amplió la señal en español de dos a veinte horas diarias. En septiembre de 2012 nació DW (Latinoamérica) y aumentó la programación a 24 horas diarias. Desde febrero de 2017, DW (Latinoamérica) pasó a denominarse DW (Español).
Actualmente, el director general de DW es Peter Limbourg. La directora de los departamentos de DW (Español) y DW (Brasil) para Latinoamérica es Uta Thofern. El jefe de los programas de televisión en español es Carlos Delgado.

## Programas

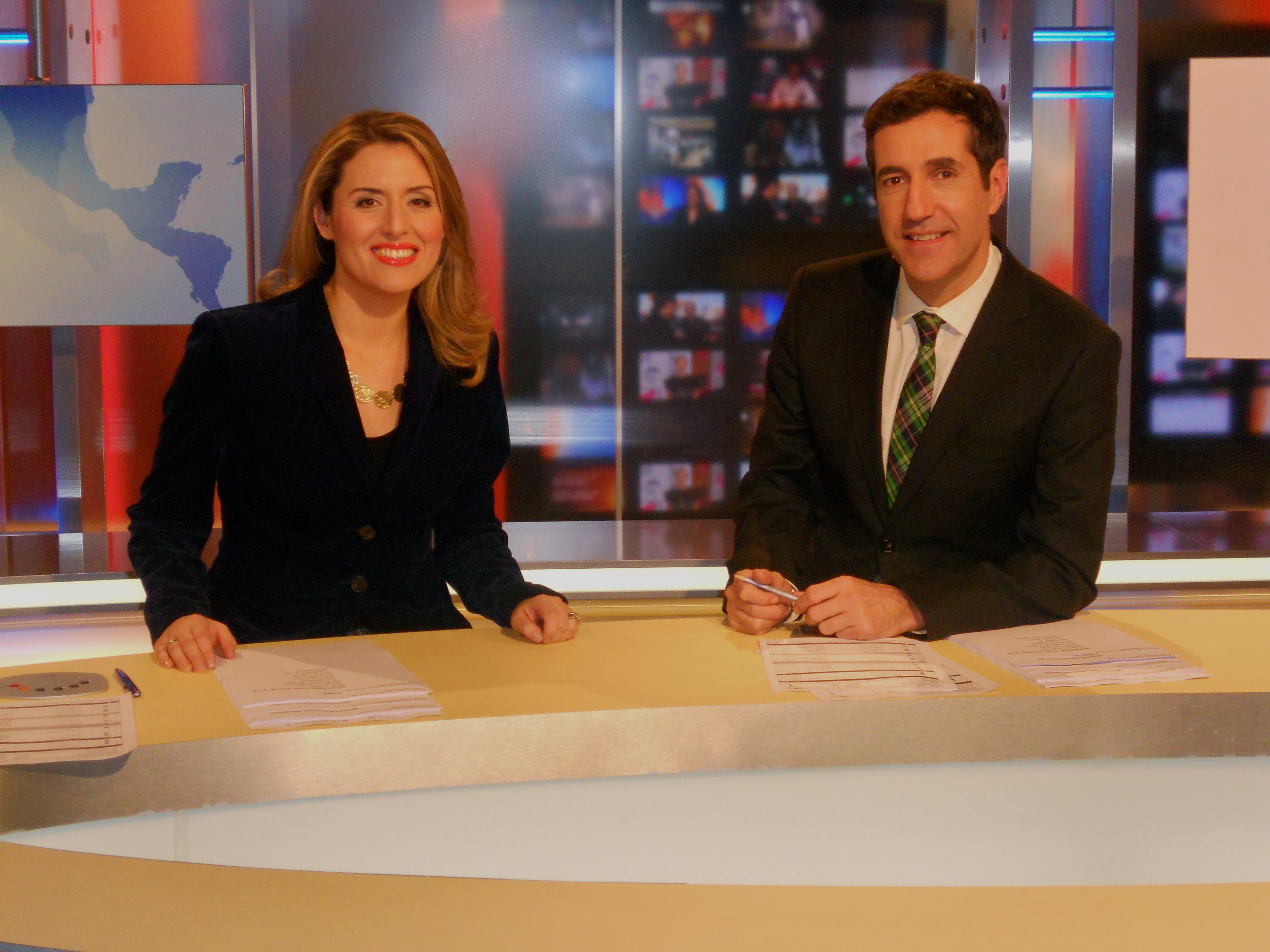
Jenny Pérez-Schmidt con Carlos de Vega.

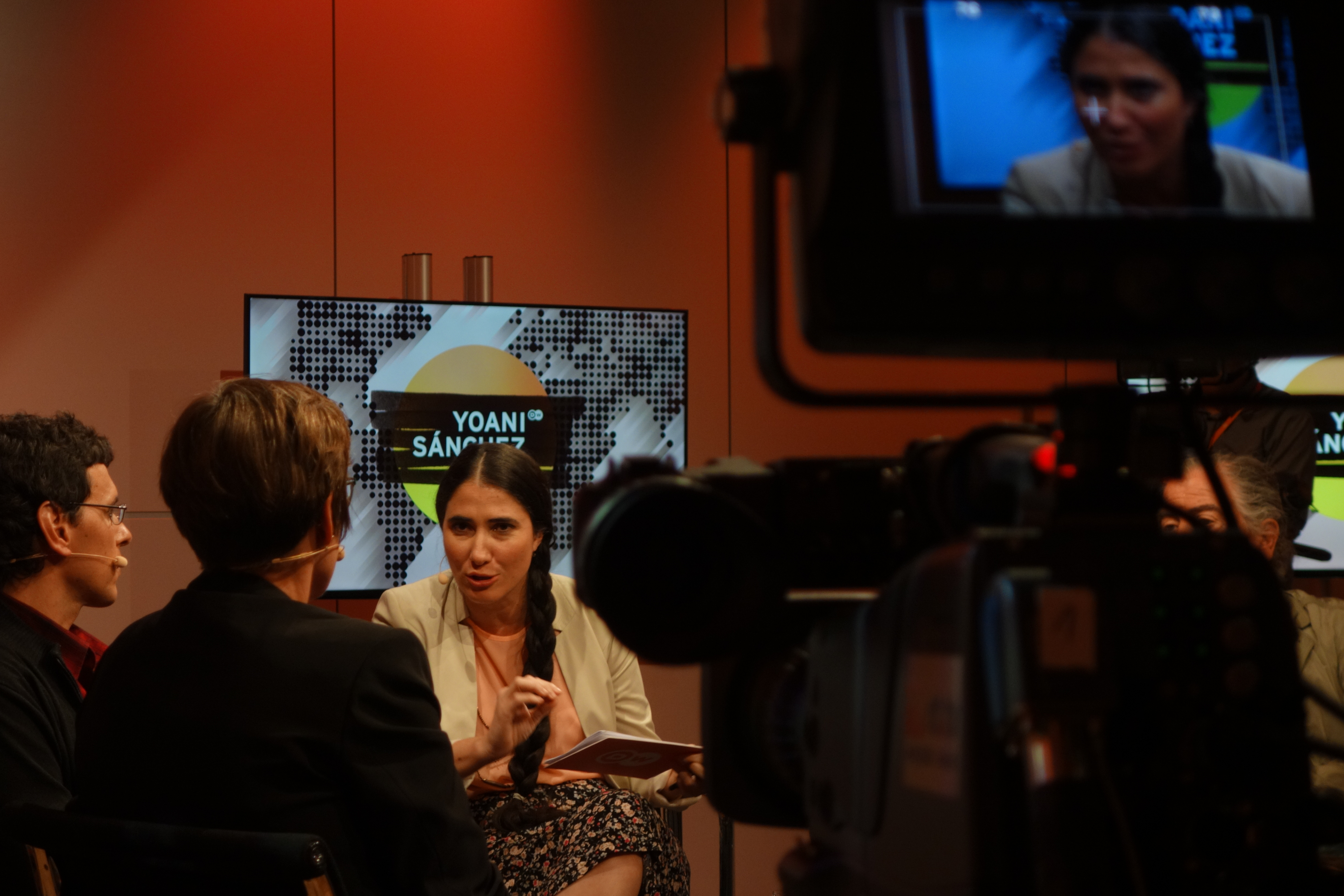
Yoani Sánchez en una emisión en vivo del programa La Voz de tus Derechos desde el Global Media Forum en Bonn, Alemania.

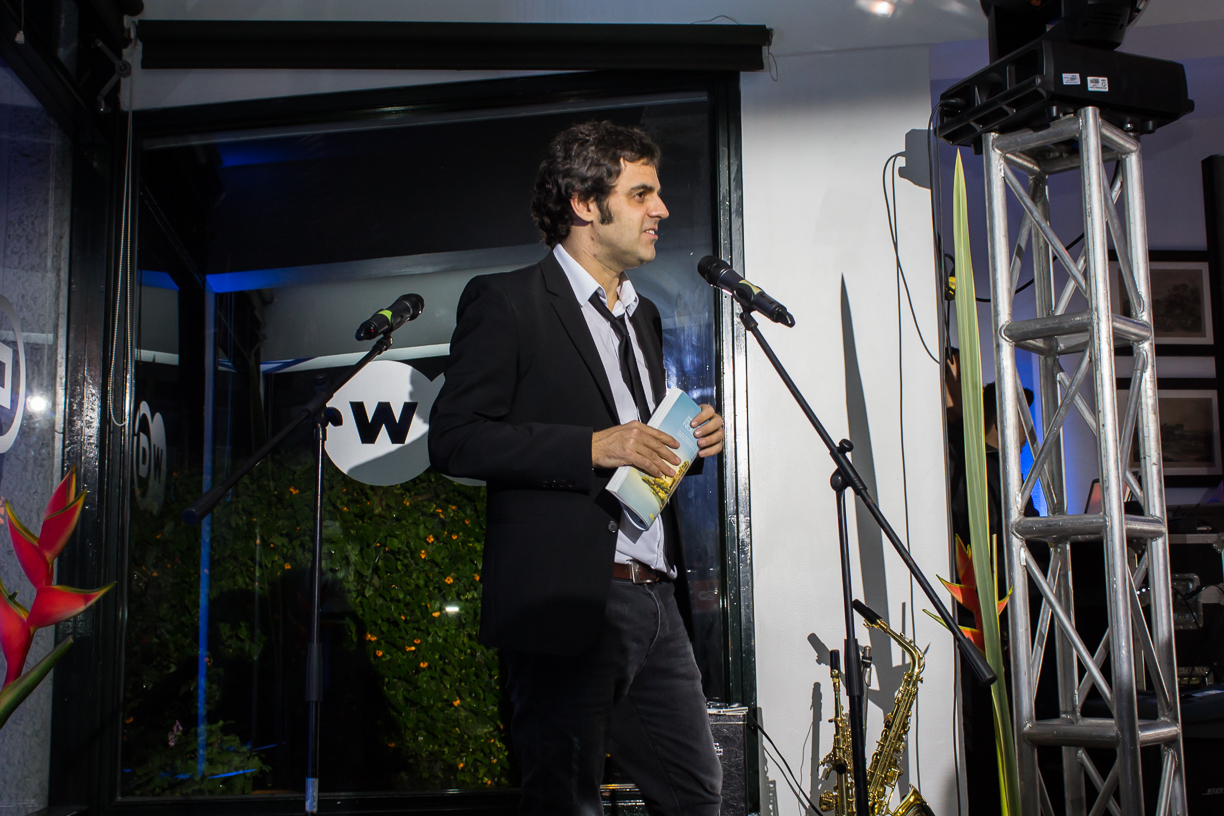
El coordinador de noticias de DW (Español) Eduardo Méndez Gaa, durante la presentación del Premio Medioambiental de Deutsche Welle en Bogotá, Colombia, noviembre de 2013.

Actualizado el 20 de noviembre de 2019.

### Noticias y actualidad
- DW Noticias y Economía: Es el noticiero de DW que anteriormente era conocido como Journal. En junio de 2015 cambió de nombre y pasó a llamarse DW noticias.[14] Se emite cada hora con ediciones de tres y quince minutos, además de cuatro noticieros centrales de 28 minutos de duración con la actualidad política y económica de Europa y América Latina. Desde 2015 DW cuenta con un estudio en Bogotá, una corresponsalía que sirve como base operativa para la región.

Presentadoras de DW Noticias:
- Silvia Cabrera
- Rosa Casals
- Pía Castro
- Carolina Chimoy
- Javier Arguedas
- Carol Guerrero Santos
- Jenny Pérez-Schmidt
- Ana Plasencia

Presentadores de Economía:
- Mariana Díaz
- Andrés Blumenkranz
- Irene Carrillo
- Juliana González
- Belén Palancar
- Paco Furió

Presentadores de Magacines
- Pía Castro
- Valeria Risi
- Maricel Drazer
- Valentina Torrado
- Juan Sebastián Gómez

Corresponsales de DW Español
- Johan Ramírez - Corresponsal en Quito, Ecuador

### Debates y entrevistas
- Aquí Estoy: el programa personal de entrevistas de Pía Castro a hispanohablantes.[17]
- A Fondo: programa de debate sobre el tema internacional más destacado de la semana. Lo conducen Úrsula Moreno Junglewitz, Jenny Pérez, Silvia Cabrera y Carolina Chimoy.[18]
- La entrevista: entrevista con algún personaje, normalmente político, que destaque en la actualidad.
- La Voz de tus derechos: programa de la bloguera cubana Yoani Sánchez[19] sobre Derechos Humanos en Latinoamérica.[20]

### Magazines
- Al volante: reportajes, nuevas tecnologías y pruebas a fondo de los nuevos modelos de automóviles en el mercado.
- Cultura.21: programa sobre las novedades semanales de las artes y la cultura.
- Cuestión de fe: magacín mensual sobre las actividades y experiencias de la iglesia católica y la iglesia luterana.
- Economía Creativa: reportajes de emprendedores jóvenes desde América Latina.[21]
- Enfoque Europa: opiniones, ideologías, vida e intereses de los ciudadanos de Alemania y Europa entera. Presentado por Valeria Risi y Maricel Drazer.
- En forma: el programa de la salud con lo más interesante en medicina, bienestar, estilos de vida saludables y prevención.
- Enlaces: el magacín que ofrece una ventana abierta al mundo digital. Lo conduce Juan Sebastián Gómez.
- Escápate: el programa del viajero, un recorrido por toda Alemania y el mundo con datos interesantes y curiosos, anécdotas y preciosos lugares. Lo conducen Lukas Stege y Nicole Frölich.
- Euromaxx: magacín diario sobre estilos de vida y cultura de Europa. Lo conducen Belén Palancar, Liliana Lau y Valentina Torrado.
- Global es: el programa de la globalización. Se analizan las cuestiones que nos están moviendo hoy en día, y muestra cómo las personas están viviendo las oportunidades y los riesgos de la globalización.
- Hecho en Alemania: magacín económico con la información más actual y los análisis más importantes de la economía mundial y alemana. Conducen: Cristina Cubas, Paco Furió y Alonso Trenado.
- El Reportero: reportajes de la vida diaria de los protagonistas más allá de sus titulares.
- Reporteros en el mundo: reportajes sobre los sucesos internacionales más importantes.
- La Semana: las noticias más destacadas de la actualidad en América Latina.
- Todo gol: resumen semanal de la última jornada de la Bundesliga.
- Visión futuro: el programa sobre ciencia y nuevas tecnologías.
- Fuerza Latina: el programa sobre cotidianidad de las personas de América Latina. Lo conduce Natalia Orozco.

### Documentales
- Primer plano: la noticia de cerca y con todos sus aspectos.
- Patrimonio mundial: paisajes naturales y monumentos culturales de todo el mundo.
- ZonaDocu: documentales en profundidad[22] sobre política, economía y sociedad.

### Música
- Europa en concierto: 45 minutos de un concierto en vivo con destacados músicos de Alemania y el mundo.

## Bloqueo a DW Español en Venezuela
El 4 de marzo del 2024 el gobierno de Nicolás Maduro ordenó a la Comisión Nacional de Telecomunicaciones de Venezuela (CONATEL) retirar al canal alemán DW Español (anteriormente sacado del aire temporalmente en 2019) por transmitir un informe sobre corrupción, el crimen organizado, tráfico de drogas, minería ilegal, entre otros crímenes relacionados al gobierno venezolano, en Venezuela y al considerarlo un "canal nazi". El bloqueo al canal se constató por medio de publicaciones de usuarios en X (anteriormente llamado Twitter) donde se pueden ver que la señal del canal fue retirada del principal proveedor de televisión por satélite en el país, SimpleTV, mostrando del mensaje "Canal no disponible".